# Oreopanax tolimanus
Oreopanax tolimanus är en araliaväxtart som beskrevs av Hermann Harms. Oreopanax tolimanus ingår i släktet Oreopanax och familjen Araliaceae. Inga underarter finns listade.